# Massaker von Māhschahr
Das Massaker von Māhschahr (persisch قتل‌عام ماهشهر) bezieht sich auf die Massentötung von Demonstranten in der Stadt Māhschahr im Iran zwischen dem 16. und dem 20. November 2019 während der iranischen Proteste 2019/20. Die Schätzungen der Todesfälle liegen zwischen 40 und 150.

## Hintergrund
Am 15. November 2019 brachen, nachdem die Regierung eine plötzliche Benzinpreiserhöhung angekündigt hatte, im ganzen Iran Proteste aus, die sich auf mehr als 100 Städte im ganzen Land ausbreiteten. Die Proteste weiteten sich schnell auf die Opposition gegen den Obersten Führer Ali Khamenei und die Regierung aus.
Das Internet innerhalb des Landes wurde am 16. November von der Regierung vollständig abgeschaltet, was die Berichterstattung über Einzelheiten nahezu unmöglich machte.